# Mycodrosophila nigropleurata
Mycodrosophila nigropleurata är en tvåvingeart som beskrevs av Hajimu Takada och Momma 1975. Mycodrosophila nigropleurata ingår i släktet Mycodrosophila och familjen daggflugor. Inga underarter finns listade i Catalogue of Life.